# Brynfotblomfluga
Brynfotblomfluga (Platycheirus parmatus) är en tvåvingeart som beskrevs av Camillo Rondani 1857. Brynfotblomfluga ingår i släktet fotblomflugor, och familjen blomflugor. Arten är reproducerande i Sverige. Inga underarter finns listade i Catalogue of Life.